# Aspenäs kyrka
Aspenäs kyrka är en kyrkobyggnad belägen vid sjön Aspen i Aspenäs, Lerums kommun. Den tillhör Lerums församling i Göteborgs stift och Svenska kyrkan.

## Historia
År 1965 inköptes en före detta konsumbutik i Aspenäs. Under ledning av arkitekt Gunnar Wikland byggdes denna om till en kyrka, som invigdes den 9 september 1966 av biskop Bo Giertz. 

## Kyrkobyggnaden
Byggnaden har stående träpanel och sadeltak belagt med betongpannor. Kyrkorummet är avlångt med träpanelerade väggar som går upp till nocken. Dragstag av stål. Vid fondväggen återfinns det trånga koret.
En klockstapel färdigställdes och invigdes 1972 med en klocka som donerats av en församlingsbo.

## Inventarier
- Altare, predikstol och bänkar är av furu.
- Ett korfönster inreddes 1968 med en glasmålning utförd av Tullan Flick med motivet "De fåvitska jungfrurna" (Matteus 25:1-13).
- Väggtextilier som återger Jesu liv och verksamhet är komponerade och utförda av Gunilla Sjögren.

### Orgel
- Orgeln är byggd 1983 av Robert Gustavsson Orgelbyggeri och har fem stämmor fördelade på manual och pedal.[1]